# St. Pankratius (Köln-Junkersdorf)

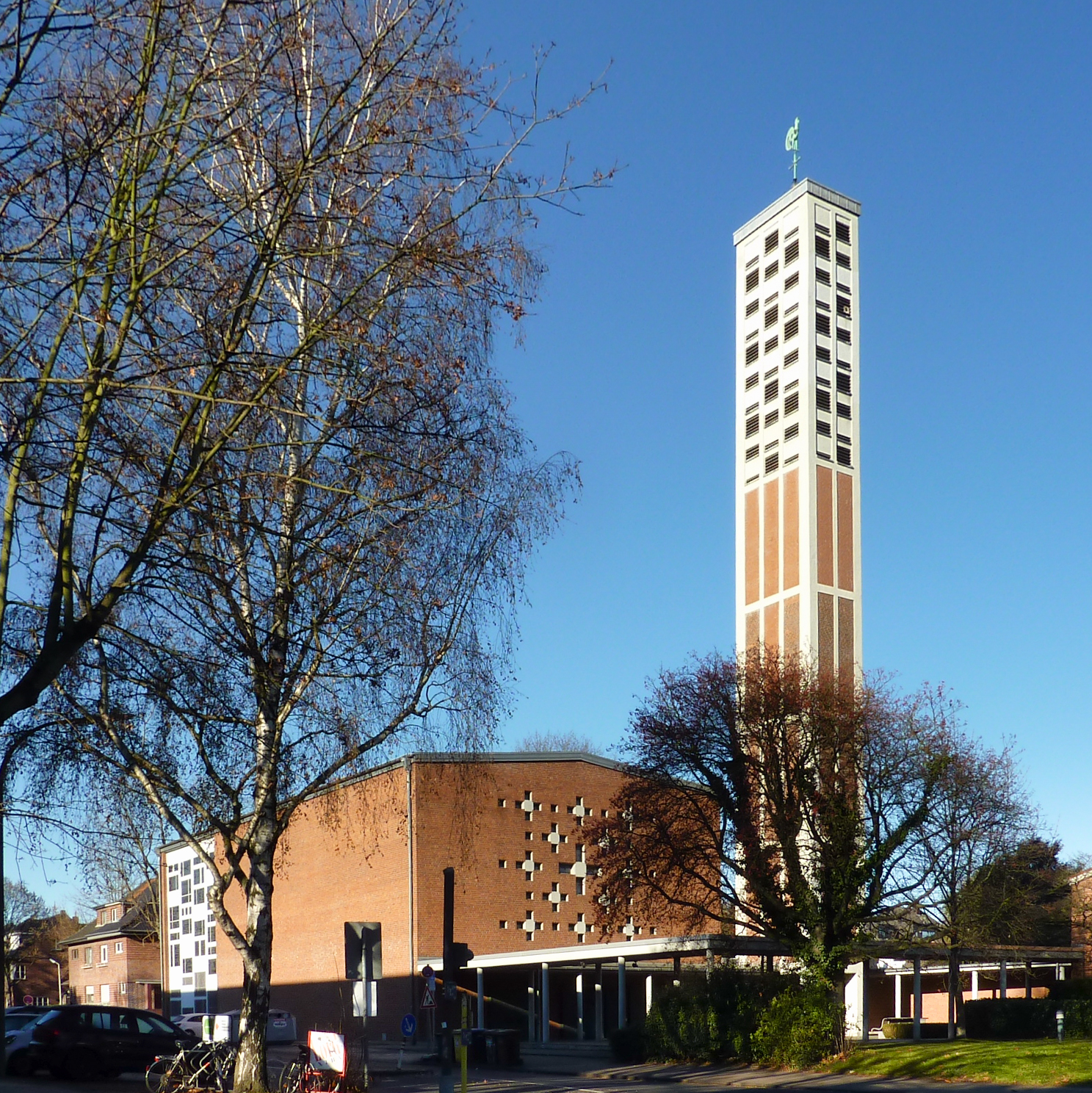
Außenansicht von Osten

St. Pankratius ist eine katholische Pfarrkirche im Kölner Stadtteil Junkersdorf, die in den Jahren 1960 bis 1962 nach Plänen des Architekten Bernhard Rotterdam erbaut wurde. Die Kirche steht unter dem Patrozinium des Heiligen Pankratius und ist ein typischer schlichter Kirchenbau der 1960er Jahre.

## Vorgeschichte
Eine neugotische Kirche, die 1908 nach Entwürfen von Dombaumeister Bernhard Hertel gebaut worden war, um eine alte Dorfkirche zu entlasten, war im Zweiten Weltkrieg so stark beschädigt worden, dass sie, da sie außerdem zu klein geworden war, durch einen Neubau abgelöst werden sollte. Beauftragt wurde der Architekt Rotterdam.

## Baubeschreibung
St. Pankratius ist ein einfacher quaderförmiger Backsteinbau mit einem sehr flachen Satteldach und einem freistehenden Glockenturm. Auf der Eingangsseite ist ein auf schlanken Betonsäulen ruhender Arkadengang vorgelagert, dessen Innenbereich zum Teil begrünt wurde und der die Verbindung zu den Nebengebäuden herstellt.
Auf der Nordseite ist ein eingeschossiges Seitenschiff angebaut, dessen Höhe beim Chor wieder zur Dachschräge aufschließt. An der Eingangsseite wird die Fassade durch 13 kreuzförmige Fensteröffnungen durchbrochen. Große Fensterflächen an den Seitenwänden liegen asymmetrisch zum Raum: Oberhalb des Seitenschiffs auf der plastisch in Beton gestalteten Nordseite, und an der Südseite auf der Höhe des Chors. An der Westwand öffnen sich hinter dem Altar noch sechs kleine, blumenartig angeordnete Rundfenster.
Der nordöstlich vorgelagerte Turm ist 40 Meter hoch. Sein Betonskelett ist über zwei Drittel der Höhe mit vertikalen Backsteinstreifen ausgefacht, im oberen Drittel hell verputzt und mit Schallöffnungen für die Glocken versehen.
Der weiß gestrichene Innenraum bietet im Normalbetrieb 335 Sitzplätze. Es handelt sich um einen rechteckigen Saalbau, der von tragenden Betonbindern, die senkrecht entlang der Wände sowie bis in den Giebel verlaufen, in sieben Joche unterteilt wird. Durch die asymmetrischen seitlichen Fensteranordnungen werden Langhaus und Chor – die im Raum zusammengefasst sind – durch das einfallende Licht voneinander unterschieden.
Die Raumverbreiterung im Chor bietet Platz für Orgel oder Gesangsgruppen, das niedrige Seitenschiff für Beichtstühle und die Andachtskapelle.

## Ausstattung
Alle Fenster wurden in abstrakter Komposition, überwiegend in Blau- und Rottönen, von Paul Weigmann entworfen. Das moderne Triumphkreuz an der Altarrückwand gestaltete Luise Hundgeburth 1968. Bereits 1958 entstand der Kreuzweg von Emilio Ritz.
Eine Orgel mit 30 Registern fertigte Weimbs Orgelbau im Jahr 1970.
Das sechsstimmige Geläut wurde 1961 von der Glockengießerei Mabilon gefertigt; die Schlagtöne sind d1–e1–g1–a1–h1–d2.